# Zaus sarsi
Zaus sarsi is een eenoogkreeftjessoort uit de familie van de Harpacticidae. De wetenschappelijke naam van de soort is voor het eerst geldig gepubliceerd in 1942 door Nicholls.